# DECstation

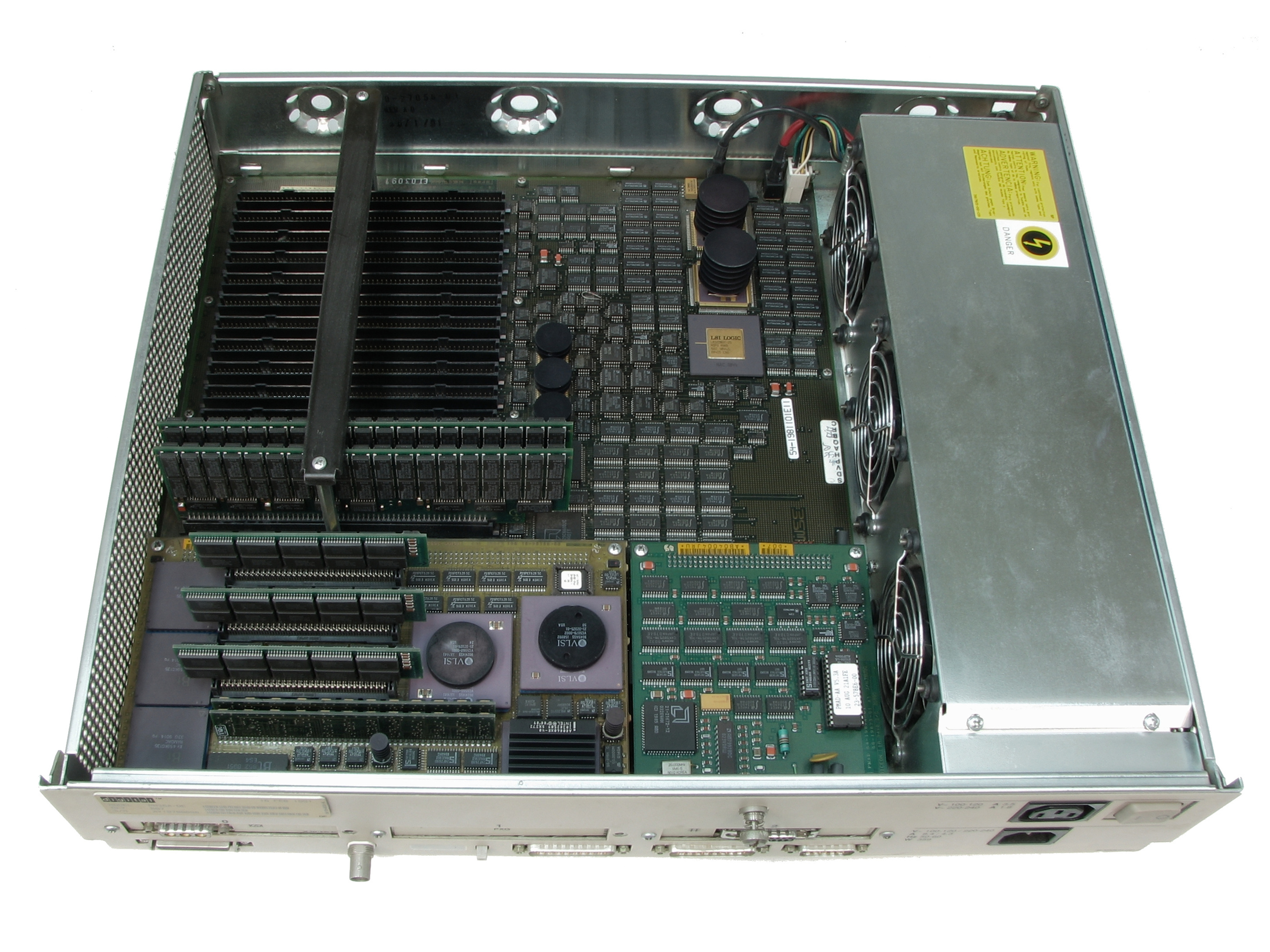
DECstation 5000/200 の本体カバーを外した様子

DECstationは、DECのコンピュータのブランド名であり、3つの独立したコンピュータシリーズで使用された名称である。第一は1978年にリリースされたワードプロセッサシステムで、その他は（こちらの方が有名だが）1989年に2種類のシリーズとしてリリースされた。後者はMIPSアーキテクチャベースのワークステーションとPC/AT互換機である。MIPSベースのワークステーションではDEC自身のUNIXであるUltrixおよびOSF/1（1992年1月から）が動作した。

## DECstation 78
最初にDECstationの名前を与えられたコンピュータシステムはPDP-8をベースとしたワードプロセッサであった。これはVT52端末に組み込まれたもので、VT78という名称でも知られている。

## DECstation RISC ワークステーション

### 歴史
第二のシリーズは1989年1月11日、DECstation 3100 から始まった。DECが初めて商用化したRISCベースのコンピュータである。DECstation 3100 の Ultrix は、POSIX、X/OPENに準拠していた。
このファミリは、サン・マイクロシステムズのRISCベースのUNIXマシンに対抗できる安価で高性能なコンピュータを開発するというPMAXプロジェクトから生まれた。James Billmaier、Mario Pagliaro、Armando Stettner、Joseph DiNucci らが開発したもので、全くのCISCであるVAXや開発中だったPrismアーキテクチャに比べると、真のRISCアーキテクチャと言える。当時、DECは成功を収めたPDPシリーズやVAXシリーズなどのCISCシステムでよく知られていた。
インテルやモトローラなどのRISCも採用が検討されたが、MIPSが選ばれるのに時間はかからなかった。MIPSのマイクロプロセッサはリトルエンディアンとビッグエンディアンの両方をサポートしていた（ハードウェアリセット時に設定）。VAXや成長の著しいx86がリトルエンディアンであることを考慮し、このファミリでもリトルエンディアンを選択している。
VAX（とその後のAlphaアーキテクチャ）とは異なり、UNIX専用に設計されており、VMSオペレーティングシステムが DECstation 用にリリースされることはなかった。当時、プロジェクト開始に当たって、DEC発祥でないアーキテクチャで他社と競い成長していくことができるかという問題が議論された。後にDECは自社開発のAlphaアーキテクチャに乗り換えてMIPSベースのファミリを廃止するが、その際に本ファミリ開発に肯定的だった人々がDECを離れている。
最初にリリースされた DEC Alpha システムである DEC 3000 AXP シリーズは同時期のMIPSベースのDECstationによく似ており、DECstationはAlphaシステムによって徐々に置き換えられていった。どちらもTURBOchannelという拡張バスを使用してビデオカードやネットワークカードを接続し、同じマウスやディスプレイやキーボードを使用していた。
後にECLベースのR6000を採用したシステムも計画されたが、R6000を製造した Bipolar Integrated Technology が十分な量のプロセッサの生産に失敗したため、1990年8月14日にキャンセルとなった。
MIPSベースのDECstationはMachマイクロカーネルの最初のターゲットシステムとされ、開発プラットフォームとしても使われた。また、Windows NTオペレーティングシステムの初期の開発にも使われた。DEC Alpha システムのリリースの少し前には OSF/1 が DECstation で完全に動作していたが、製品としてはリリースされなかった。その後 NetBSDやLinux/MIPSといった自由ソフトウェアのOSが MIPSベースのDECstationに移植されている。
DECstationの様々な機種は GXemul ソフトウェアプロジェクトによってエミュレートされている。

### 機種

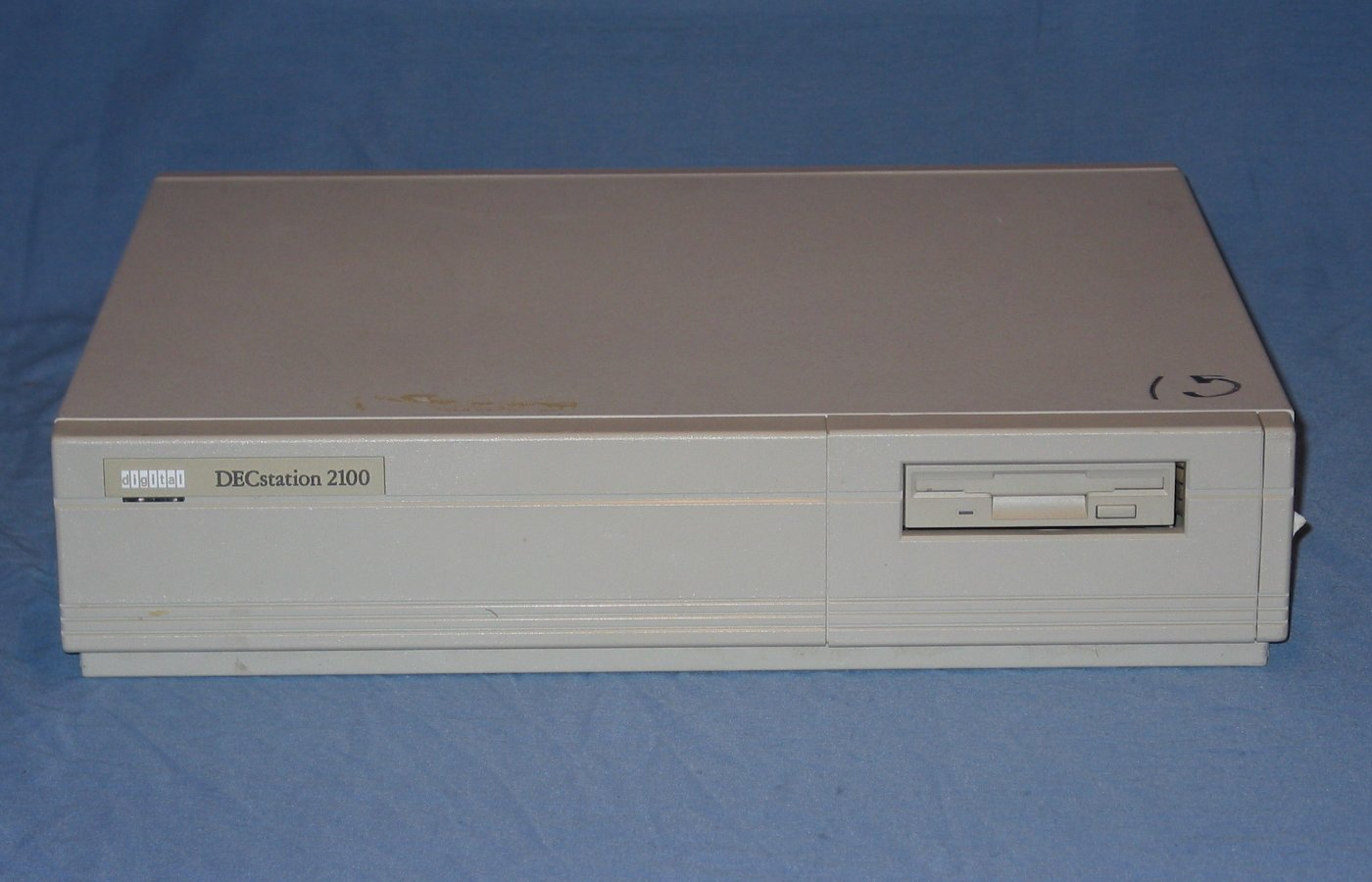
DECstation 2100

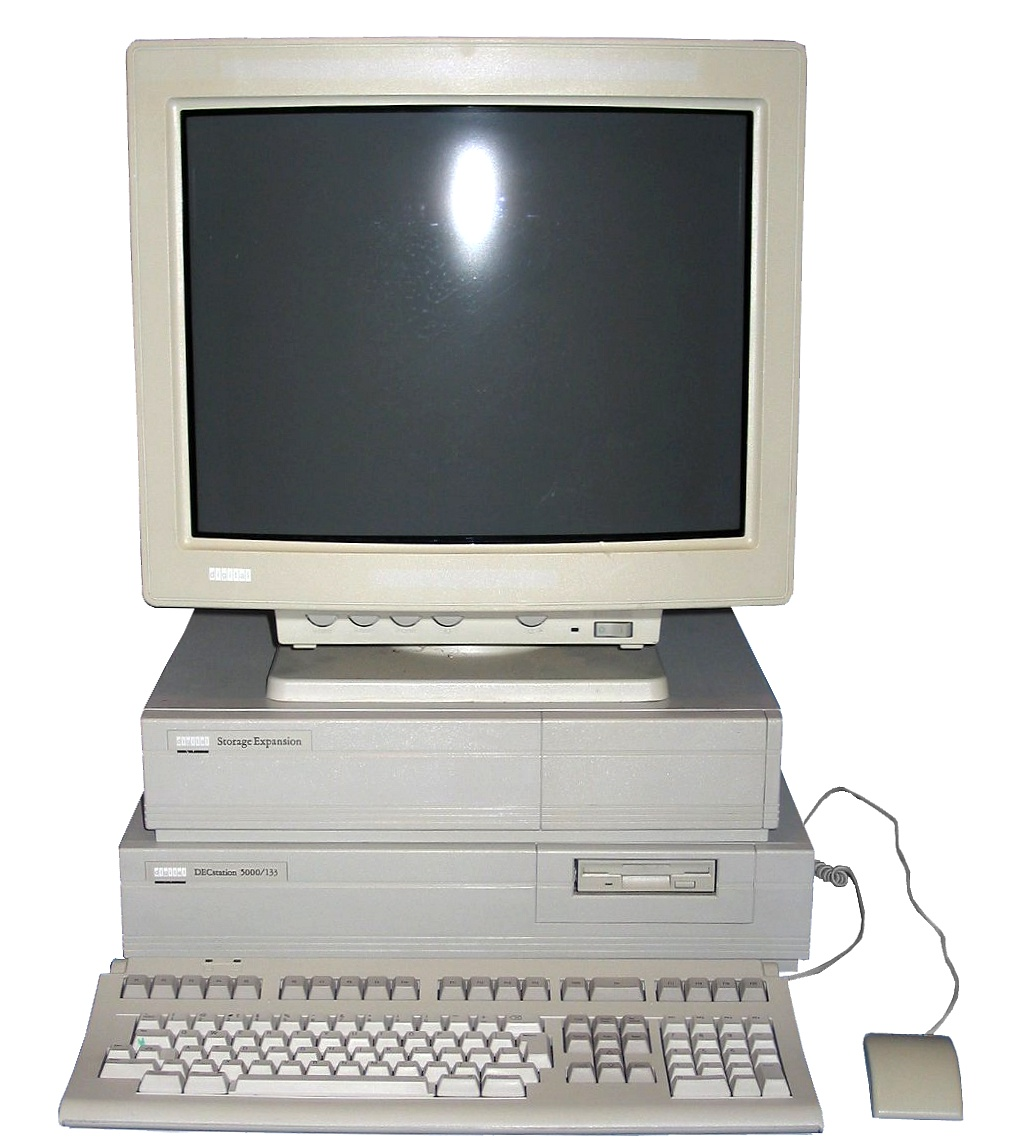
DECStation 5000/133

最初の DECstation 3100 に続き、低価格な 2100 がリリースされた。DECstation 3100 は当時世界最速のUNIXワークステーションと宣伝された。同時期にリリースされた VAXstation 3100 に比べると約3倍の性能だった。フレームバッファやグラフィックスアクセラレータを省いたサーバ構成のDECstationは、TURBOchannelまたはQ-busベースで "DECsystem" と呼ばれた。PDP-10の一部システムも同じ名称だが、違うシステムなので注意されたい。
初期のDECstationは拡張性に乏しく拡張用バスも備えていなかった。後の DECstation 5000 システムからTURBOchanelによる拡張が可能になっている。また DECstation 5000 システムは Advanced RISC Computing (ARC) 準拠でもある。後期のDECstationは集積度を上げるためASIC化を進め、部品点数を削減している。この傾向は DECstation 5000/240 から始まり、DECstation 5000/260 では制御論理回路のほとんどを単一の VLSI ASIC で実装していた。
DECstation 5000 システムの型番にはさらに2文字か3文字が最後に付属しており、グラフィックスオプションを示していた。
- DECstation 3100（コードネーム PMAX） 
  - リリース: 1989年1月11日[6]
  - CPU: R2000 16.67MHz, R2010/R2020チップセット[7]
  - メモリ: 最大 24 Mバイト（2MバイトSIMM×2個ずつで、最大6バンク）
  - フレームバッファ: 256KB（モノクロ）または1MB（カラー）
  - グラフィックス: 1024×768ピクセル（モノクロまたは8ビットカラー）
    - マウスカーソルはハードウェアで生成
    - フレームバッファ全体が表示されるわけではなく、表示されない部分にはフォントなどのイメージを置いた。

  - 入出力: 10メガビット・イーサネット、SCSI（HDDは内蔵せず）、シリアルポート
- DECstation 2100（コードネーム PMIN）
  - リリース: 1989年7月11日
  - CPU: R2000 12.5MHz[8], R2010/R2020チップセット[7]
  - メモリ: 最大 24Mバイト（2MバイトSIMM×2個ずつで、最大6バンク）
  - フレームバッファ: 256KB（モノクロ）または1MB（カラー）
  - グラフィックス: 1024×768ピクセル（モノクロまたは8ビットカラー）
    - マウスカーソルはハードウェアで生成
    - フレームバッファ全体が表示されるわけではなく、表示されない部分にはフォントなどのイメージを置いた。

  - 入出力: 10メガビット・イーサネット、SCSI（HDDは内蔵せず）、シリアルポート
- Personal DECstation 5000/20, 5000/25, 5000/33, 5000/50 （コードネーム MAXine）
  - リリース:（少なくとも /33 は）1992年6月22日
  - CPU: R3000 20, 25, 33 MHz （それぞれ /20, /25, /33 に対応）[9], R3010
  - CPU: R4000 100 MHz (/50)
    - CPUモジュール以外は12.5MHz動作であり、CPUモジュールとのインタフェースのためのカスタムASICが使われている[10]。

  - メモリ: 8 Mバイト 内蔵（最大 40 Mバイト RAM） - 8Mバイトまたは2MバイトのSIMM×2個ずつ追加可能（ただし、全SIMMは同一サイズでなければならない）
  - 拡張スロット: TURBOchannel×2スロット（それぞれ64MBのアドレス空間に対応）
  - グラフィックス: 1024×768ピクセル（8ビットカラー） - 24ビットカラーのうち256色をパレットに置いて選択する[10]。
  - 入出力: 10メガビット・イーサネット、SCSI（HDD最大2台内蔵）、シリアルポート、アナログオーディオ/ISDNポート
- DECstation 5000/120, 5000/125, 5000/133, 5000/150（コードネーム 3MIN）
  - CPU: R3000 20, 25, 33 MHz（それぞれ /120, /125, /133 に対応）[11], R3010
    - Personal 5000 シリーズよりキャッシュ容量が大きい。

  - CPU: R4000 100 MHz (/150)
  - メモリ: 最大 128 Mバイト - 8Mバイトまたは2MバイトのSIMM×2個ずつ追加可能（ただし、全SIMMは同一サイズでなければならない）
  - 拡張スロット: TURBOchannel×3スロット
- DECstation 5000/200（コードネーム 3MAX）, DECstation 5000/240, 5000/260（コードネーム 3MAX+）
  - リリース: 1990年4月3日 (/200)
  - CPU: R3000 25 MHz, R3010
  - CPU: R3400 40 MHz (/240)[12] - R3400はR3000とR3010をワンチップ化したもの
  - CPU: R4000 120 MHz  (/260)[13]
  - メモリ: 最大 480 Mバイト - 32Mバイトまたは8MバイトのSIMM×2個ずつ追加可能（ただし、全SIMMは同一サイズでなければならない）[12][13]
    - メモリインタリーブ方式で実効帯域幅を向上させている。
    - オプションでバッテリバックアップされた1MBのNVRAMのSIMMを装備でき、ディスクキャッシュとして使用可能（専用ソフトウェアが必要）[13]

  - 拡張スロット: TURBOchannel×3スロット（各スロットに4MB(/200)または8MB(/240,260)のアドレス空間を割り当て）[13]
  - 入出力:
    - 200: イーサネットとSCSIはTURBOchannelモジュールで提供。4シリアルポートで、キーボード、マウス、プリンタ、モデムを接続。
    - 240/260: TURBOchannelと2つのI/OバスをASICで接続し、そのI/OバスにSCSIやイーサネット等のデバイスを接続。このASICは Model 1xx の際に導入されたものだが、240/260では動作クロックが12.5MHzから25MHzに向上している。このI/Oサブシステムは DEC 3000 AXP でも若干修正されて採用された[14]。

### グラフィックス
TURBOchannelのスロットのある DECstation では、フレームバッファ、2Dアクセラレータ、3DアクセラレータをTURBOchannel経由で接続可能だった。

#### フレームバッファ
- CX "Color Frame-Buffer Graphics Module" (PMAG-BA)[15] - 1024×864ピクセル、8ビットカラー
- HX "Smart Frame-Buffer Graphics Module" (PMAGB-BA/BC/BE)[15] - 限定的だが高速な2Dアクセラレータ機能をASICで実装したフレームバッファ[16]
- MX "Monochrome Frame-Buffer Graphics Module" (PMAG-AA)[15] - 1280×1024ピクセル、1ビットカラー
- TX "True Color Frame-Buffer Graphics Module" (PMAG-JA, PMAGB-JA)[15] - 1280×1024ピクセル、24ビットカラー（2機種あるのは、リフレッシュレートが異なるため）

#### 2Dアクセラレータ
- PX "2D Graphics Accelerator" - PixelStampアーキテクチャ採用。ただしジオメトリエンジンは含まないので、2Dグラフィックスしかアクセラレートできない。多くのアプリケーションで HX の方が優れていた。

#### 3Dアクセラレータ
- PXG (Lo 3D Graphics Accelerator, Mid 3D Graphics Accelerator)[15]
- PXG+ (Lo 3D Plus Graphics Accelerator, Mid 3D Plus Graphics Accelerator)[15]
- PXG Turbo (Hi 3D Graphics Accelerator)[15]
- PXG Turbo+ (Hi 3D Plus Graphics Accelerator)[15]

これらはいずれも8ビットカラーまたは24ビットカラーで、解像度は1280×1024ピクセル、リフレッシュレートは66Hzか72Hzである。Zバッファは8ビットまたは24ビットで、ダブルバッファリングされている。色深度とZバッファ深度は、モジュール上にVSIMMやZバッファモジュールを追加することで拡張可能である。
これら3DアクセラレータはDEC独自のPixelStampアーキテクチャを採用している。これは、ノースカロライナ大学の Pixel Planes とカーネギーメロン大学の The 8 by 8 Display から生まれたものである。
PixelStampアーキテクチャは、DMAエンジン、ジオメトリエンジン、PixelStampから構成されるジオメトリ・パイプラインである。DMAエンジンはTURBOchannel経由でそのパイプラインとシステムのインタフェースを形成し、CPUからパケットを受け取ってそれをジオメトリエンジンに送る。ジオメトリエンジンはSRAMと Intel i860 で構成されている。DMAエンジンから送り込まれたパケットをSRAMに格納し、それをi860で処理し、その結果をFIFOに書き出す。
PixelStamp部は STIC (STamp Interface Chip) ASIC と1つまたは2つの STAMP ASIC から構成される。STICはFIFOから結果をフェッチし、それを STAMP ASIC に渡す。STAMP ASIC はラスタライズなどのグラフィカル機能を実行する。STAMP ASIC が処理したデータが最終結果（RGBデータ）となり、VSIMMs (SIMM with VRAMs) で構成されたフレームバッファに書き込まれ、表示される。
PXG と PXG+ は double-width、PXG Turno と PXG Turbo+ は triple-width の基板である。"+" が付いているものは高性能版であり、i860 が40MHzではなく44MHzで動作し、STIC と STAMP ASIC の動作周波数も33%向上している。"Trubo" の付いているものはSRAM容量が倍で、STAMP ASIC も倍である。"Lo 3D" または "Lo 3D Plus" は、VSIMMsとZバッファモジュールを追加すると "Mid 3D" または "Mid 3D Plus" にアップグレードできる。

## DECstation PC
上述のDECstationワークステーションと並行して、DECはインテルx86プロセッサを使用しMS-DOSの動作するPC/AT互換機をDECstationのブランド名で発表した。機種名を表す3桁の数字で識別され、DECstation 2xx (286)、3xx (386)、4xx (486) の3シリーズがある。生産はDECではなくタンディ・コーポレーション（アメリカ）とオリベッティ（ヨーロッパ）が行った。DECはDECstationの発表時、DECがかつて販売したPC非互換なコンピュータ Rainbow 100 の下取りキャンペーンを行った。